# Старе Рибітви
Старе Рибітви (пол. Stare Rybitwy, нім. Möwensand) — село в Польщі, у гміні Бобровники Ліпновського повіту Куявсько-Поморського воєводства.
Населення — 197 осіб (2011).
У 1975-1998 роках село належало до Влоцлавського воєводства.

## Демографія
Демографічна структура станом на 31 березня 2011 року:
|          | Загалом | Допрацездатний вік | Працездатний вік | Постпрацездатний вік |
| -------- | ------- | ------------------ | ---------------- | -------------------- |
| Чоловіки | 96      | 20                 | 68               | 8                    |
| Жінки    | 101     | 22                 | 59               | 20                   |
| Разом    | 197     | 42                 | 127              | 28                   |